# Afromolorchus bispinosus
Afromolorchus bispinosus är en skalbaggsart som beskrevs av Karl Adlbauer 2005. Afromolorchus bispinosus ingår i släktet Afromolorchus och familjen långhorningar.
Artens utbredningsområde är Gabon. Inga underarter finns listade i Catalogue of Life.